# GigaIP
El servicio GigaIP es el sustituto del servicio GigADSL ofrecido ambos por la compañía Telefónica de España. La diferencia entre los dos servicios es que en el servicio GigaIP el operador solicitante del servicio conecta con la red de Telefónica en un único punto a través del cual le llega el tráfico de los abonados de toda España.
Para poner en funcionamiento el servicio GigaIP es necesario llegar a un acuerdo con Telefónica para establecer el punto de intercambio donde el tráfico es transportado desde las redes de Telefónica hasta las redes del operador. Este punto siempre es una central de Telefónica. Ésta central de intercambio suele ser la central de Delicias, en Madrid o la central de Ríos Rosas, en la misma ciudad.
Los operadores que no disponen de sus propias redes en determinadas centrales contratan siempre este servicio que les sale más barato que el GigADSL, porque en este último hay un centenar de puntos de interconexión repartidos por España, y el operador necesita llegar con la red propia a todos ellos si quiere dar servicio a nivel nacional.